# Yaprak peyniri

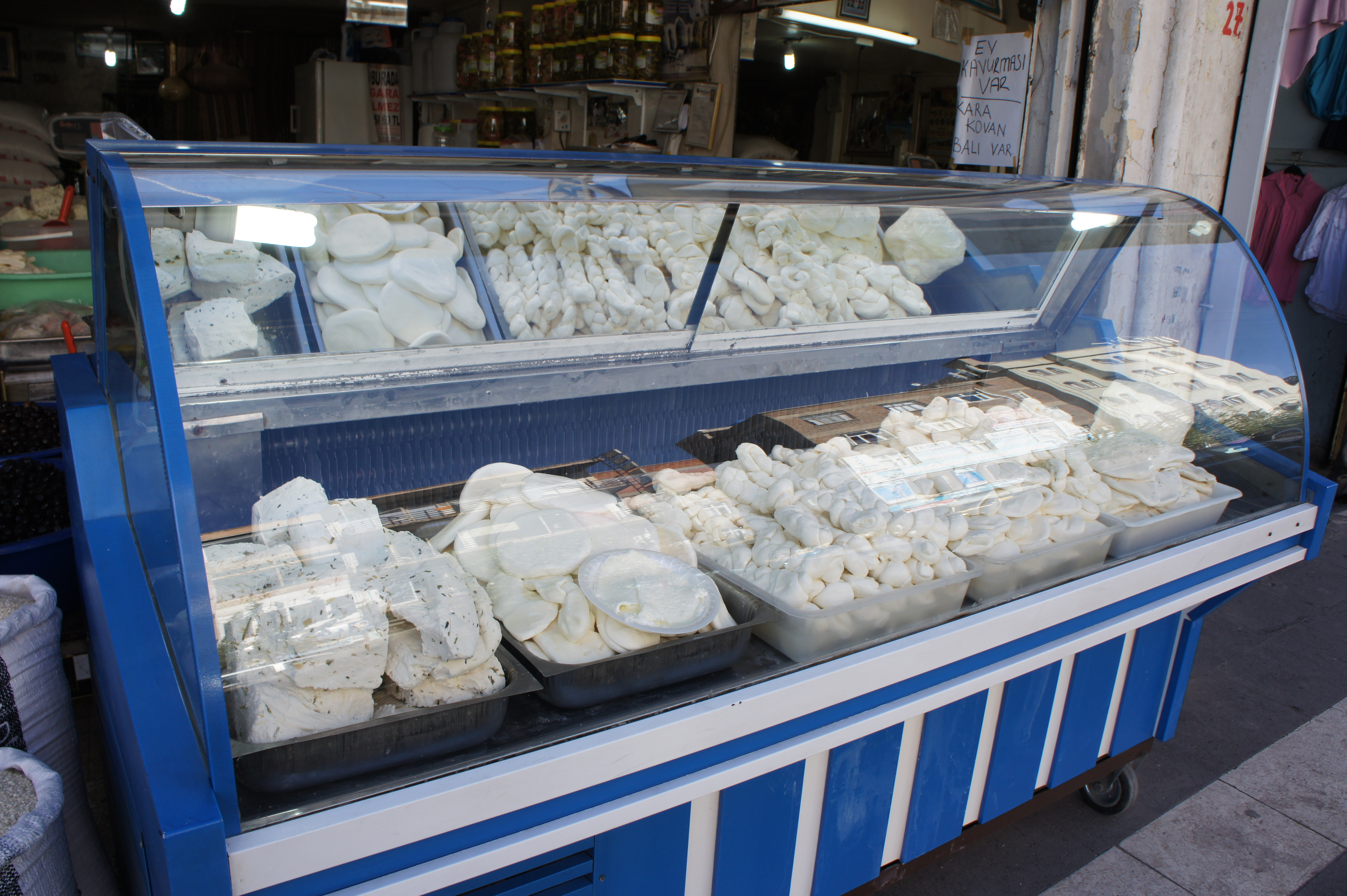
Formatge yaprak o lavaş a Diyarbakır (segona de l'esquerra)

Yaprak peyniri o lavaş peyniri és un formatge turc de les regions d'Anatòlia Oriental (Hakkari), Mediterrània (Hatay) i Sud-est Anatòlia (Diyarbakır i Gaziantep) de Turquia. Generalment es fa amb llet d'ovella. Els seus noms signifiquen "formatge de fulla" o "formatge de lavaş", respectivament, en turc (probablement a causa de la seva forma.)